# Hottviller
Hottviller település Franciaországban, Moselle megyében. Lakosainak száma 505 fő (2022. január 1.). Hottviller Bettviller, Bitche, Epping, Nousseviller-lès-Bitche, Petit-Réderching, Reyersviller, Schorbach, Siersthal és Volmunster községekkel határos.

## Népesség
A település népességének változása:
| Lakosok száma | 674  | 672  | 700  | 624  | 559  | 539  | 522  | 515  | 512  | 505  |
|               | 1968 | 1982 | 1990 | 2006 | 2013 | 2015 | 2017 | 2019 | 2020 | 2022 |